# Aire nationale de récréation Moosalamoo
L'aire nationale de récréation Moosalamoo (anglais : Moosalamoo National Recreation Area) est une aire protégée des États-Unis située dans l'État du Vermont.  Elle est située à même la forêt nationale des Montagnes Vertes et elle administrée par le service des forêts des États-Unis.